# Lastaurus fallax
Lastaurus fallax är en tvåvingeart som först beskrevs av Macquart 1846.  Lastaurus fallax ingår i släktet Lastaurus och familjen rovflugor. Inga underarter finns listade i Catalogue of Life.